# Haplocheirus
Haplocheirus is een geslacht van theropode dinosauriërs behorend tot de groep van de Coelurosauria, dat tijdens het late Jura leefde in het gebied van het huidige China.

## Naamgeving
De typesoort Haplocheirus sollers is in 2010 beschreven en benoemd door Jonah Nathaniel Choiniere, Xu Xing, James M. Clark, Catherine A. Forster, Guo Yu en Han Fenglu. De geslachtsnaam betekent "enkelvoudige hand" in het Klassiek Grieks, een verwijzing naar de relatief simpele bouw van de hand in vergelijking met de meer directe verwanten van het dier. De soortaanduiding betekent "handig" in het Latijn, een verwijzing naar het feit dat juist vanwege die simpele bouw de hand niet sterk gespecialiseerd was en dus tot meer functies in staat.

## Vondst
Het fossiel, holotype IVPPV 15988, is in 2004 opgegraven in de Shishugouformatie, aardlagen in het Junggarbasin, die stammen uit het Oxfordien en gedateerd zijn tussen de 161,2 en 158,7 miljoen jaar geleden. Het bestaat uit een tamelijk compleet en in verband liggend skelet waarvan alleen de atlas, delen van de onderarm, het bovenprofiel van de darmbeenderen en het uiteinde van de staart na de veertiende staartwervel ontbreken en dat niet sterk platgedrukt is. Het betreft een jongvolwassen individu.
In 2014 werden schedel en onderkaken na verdere preparering in detail beschreven.

## Beschrijving

### Grootte en onderscheidende kenmerken
Haplocheirus is een vrij klein dier. De beschrijvers hebben via twee al bestaande extrapolatiemethoden de totale lengte proberen vast te stellen, die door het ontbreken van de staart niet direct vastgesteld kan worden. De resulterende schattingen liepen niet sterk uiteen en bedroegen 1,9 en 2,3 meter. Een enkelvoudige schatting van het gewicht bedroeg 10,56 kilogram. Haplocheirus is daarmee de grootste alvarezsauroïde die van goede resten bekend is.

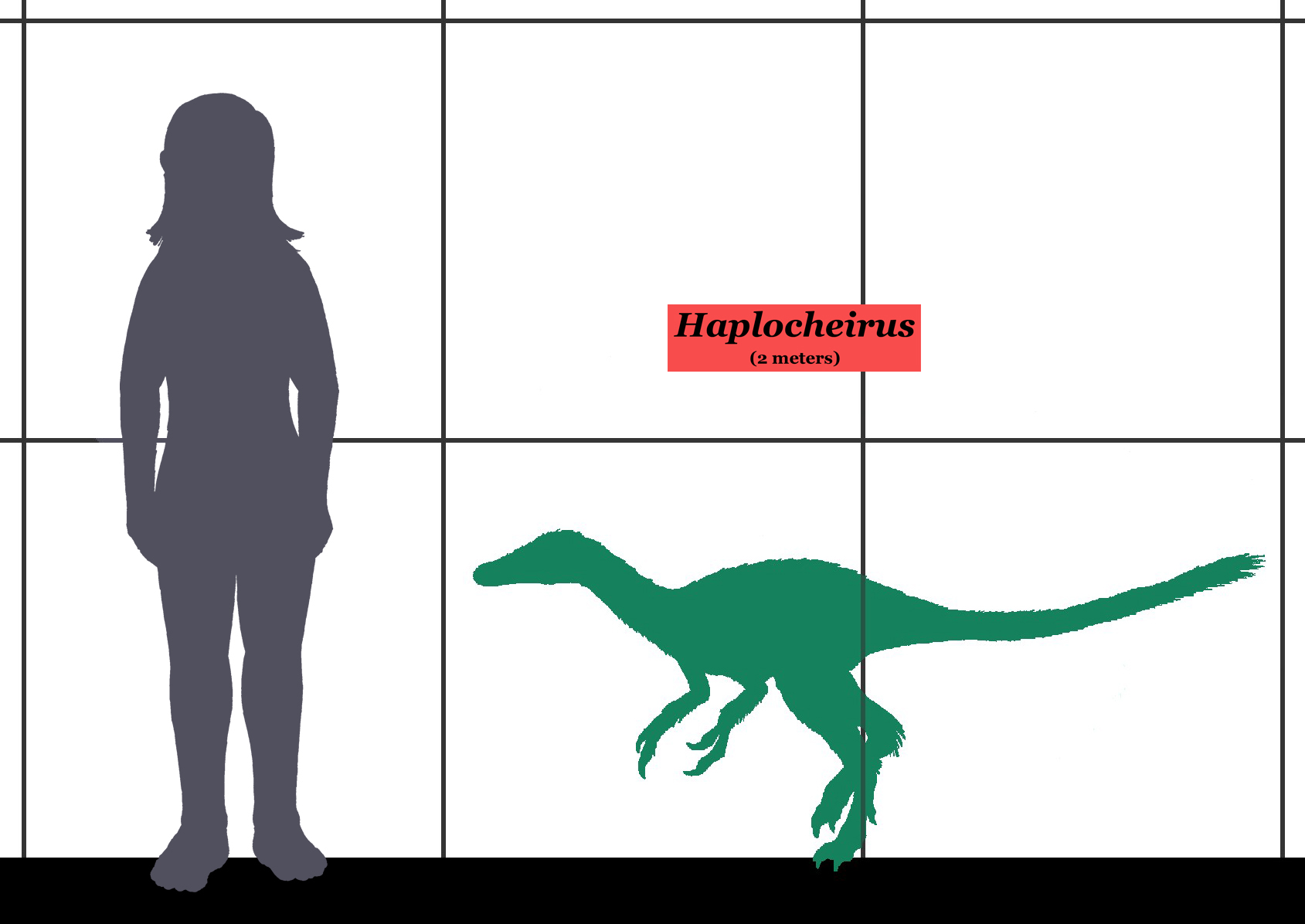
Haplocheirus in grootte vergeleken met een mens

In 2014 werd een herziene lijst van onderscheidende kenmerken aangegeven. Twee daarvan zijn unieke autapomorfieën die verder niet ion de Theropoda voorkomen. De onderranden van de processus paroccipitales van het achterhoofd zijn naar achteren gedraaid. Het derde middenhandsbeen heeft maar de helft van de lengte van het tweede middenhandsbeen. Bij dit laatste kenmerk moet bedacht worden dat in de oorspronkelijke beschrijving uitgegaan werd van het minderheidsstandpunt dat de hand van Coelurosauria de tweede tot en met vierde vinger bewaard heeft zodat daar het derde middenhandsbeen het vierde heet en het tweede het derde.
Daarnaast is er een aantal kenmerken die verder niet van de Alvarezsauroidea bekend zijn maar ook afwijken van de vermoedelijke voorouderlijke toestand. De achterste tak van het bovenkaaksbeen is naar boven verbreed. De vierde tand van het dentarium van de onderkaak is afwijkend vergroot. De voorste kaakrand van het dentarium is bol. De maxillaire en dentaire tanden hebben kartelingen op de achterrand.
Bij de oorspronkelijke beschrijving uit 2010 gaf men nog een onderscheidend kenmerk aan: het bezit van een secundair zijvenster in de onderkaak, schuin voor en boven het normale venster. Bij nader inzien bleek dat te berusten op een beschadiging van het fossiel.

### Skelet

#### Schedel

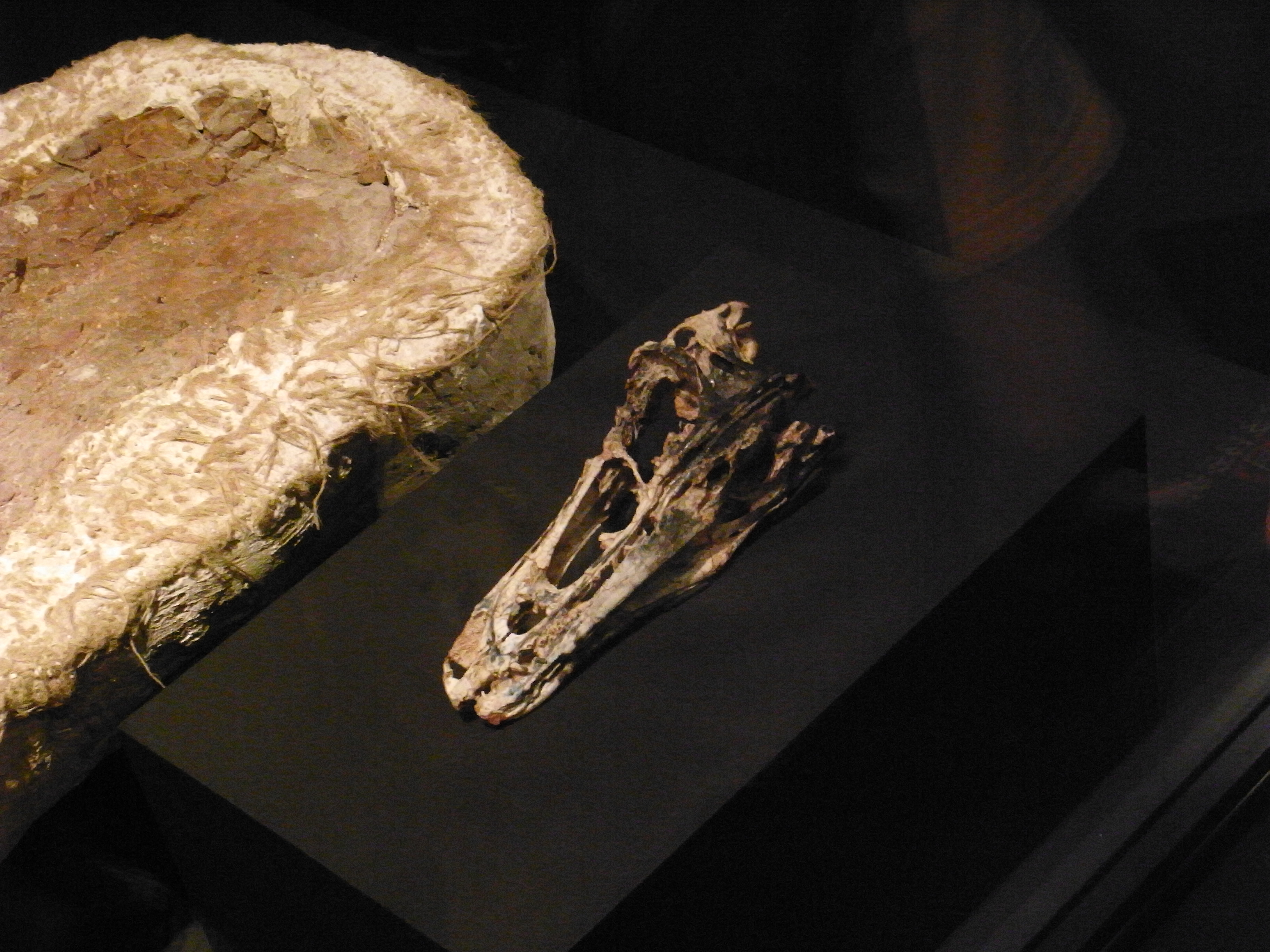
De schedel van het holotype

De schedel, met een lengte van 212,8 millimeter, is laag en zeer langwerpig. De snuit is in bovenaanzicht zeer puntig, plots versmallend van een brede achterkant van de schedel uit en met holle zijkanten. Dit zorgt ervoor dat de oogkassen iets naar voren gericht zijn. De snuit is bij het holotype in zijaanzicht ook iets naar boven gekromd en heeft een opvallend hol bovenprofiel. De uitholling rond de fenestra antorbitalis is groot en loopt ver naar voren door, tot over het neusbeen en over bijna de volle lengte van het bovenkaaksbeen. Er is een forse tongvormige fenestra maxillaris met een rechte achterkant, met dezelfde hoogte als de voorkant van de fenestra antorbitalis en daarvan gescheiden door een lage verticale beenbalk. Het raakt de voorkant van de uitholling niet en is op ongeveer de middelste hoogte daarvan gelegen. Weer daarvoor bevindt zich een verticale spleetvormige fenestra promaxillaris, in zijaanzicht bedekt door de buitenwand van het bovenkaaksbeen. Het neusgat is groot, langwerpig, eirond met de brede kant naar voren gericht en bijna horizontaal gelegen. De bovenste slaapvensters lopen over de achterste takken van de voorhoofdsbeenderen door en zijn slechts gescheiden door een dunne middenkam. Ze zijn halfcirkelvormig met een rechte buitenzijde en een gebogen binnenzijde. Het onderste slaapvenster is hoog en smal, van achteren iets ingesnoerd ter hoogte van het raakvlak tussen het squamosum en het quadratojugale.
In bovenaanzicht is de snuitpunt U-vormig. De praemaxilla, het voorste bot van de snuit, is kort met het profiel van een staande rechthoek waarvan het grootste deel nog vóór het neusgat is gelegen. Door beschadigingen is de precieze vorm van de opgaande tak en de tak onder het neusgat onduidelijk. Vermoedelijk reikte die laatste tak niet tot aan het neusbeen, zodat het bovenkaaksbeen een bijdrage leverde aan de onderrand. De uitholling rond het neusgat loopt naar voren ver over de opgaande tak door en loopt naar beneden uit in een groeve net als bij sommige Tyrannosauroidea zoals Guanlong. Onder het neusgat ligt een foramen op de beennaad tussen de praemaxilla en het bovenkaaksbeen. Het bovenkaaksbeen heeft een korte voorste tak. De opgaande tak vormt over het achterste twee derde deel geen onderdeel van het schedeldak en de beennaad met het neusbeen is daar dus in zijaanzicht zichtbaar. De opgaande tak is achteraan gevorkt waarbij de ongeveer één centimeter lange "tanden" als dunne taps toelopende beenplaatjes de voorste tak van het traanbeen omvatten. Een ondiepe afgeronde pneumatische groeve ligt op de buitenzijde van de onderste vorktand, onder een rij pneumatische uithollingen op de naad tussen het bovenkaaksbeen en het traanbeen. De binnenzijde van de opgaande tak heeft meer vooraan twee boven elkaar gelegen uithollingen, ter hoogte van de balk tussen de fenestra maxillaris en de fenestra antorbitalis. De bovenste uitholling loopt naar achteren over in een depressie op de binnenzijde van de voorste tak van het traanbeen. Vooraan vormen korte interne vleugels de bodem van de neusholte. De balk tussen de fenestra maxillaris en de fenestra antorbitalis heeft op de achterzijde een opening, de fenestra posterioris antri maxillaris, die een verbinding vormt tussen beide vensters. Over de dunne tak naar het jukbeen loopt een horizontale richel. Vooraan bevindt zich daaronder in een ondiepe groeve een reeks ovale aderkanalen die groter zijn dan gebruikelijk en waarvan in 2014 vermoed is dat ze gepneumatiseerd zijn. De groeve doet de tandrij inspringen ten opzichte van de kaakrand, vooral in het midden. Interne vleugels ontspruitend aan de achterste takken vormen een secundair verhemelte. Op het raakvlak met de neergaande tak van het traanbeen, is het bovenkaaksbeen naar boven verdikt, wat verder in de Alvarezsauroidea niet voorkomt. Dit dringt het jukbeen van de rand van de fenestra antorbitalis. De neusbeenderen zijn samen overdwars licht bol. Hun bovenvlak is glad. Vlak achter het raakvlak met de praemaxilla heeft het neusbeen de bij theropoden gebruikelijke drie kleine foramina. Boven de fenestra antorbitalis liggen achter elkaar drie langwerpige ovale horizontale pneumatische uithollingen die echter niet uitlopen in interne holten. De beennaad met het bovenkaaksbeen ligt geheel in de uitholling boven de fenestra antorbitalis. Achteraan is er een overdwars recht raakvlak met de voorkant van het voorhoofdsbeen waarbij dat laatste overlapt wordt. De vrij rechte neergaande tak van het traanbeen vormt de volle voorrand van de oogkas. De voorste tak is zeer lang en taps toelopend. Intern reikt deze tak nog verder dan extern, tot aan de balk tussen de fenestra maxillaris en de fenestra antorbitalis, en heeft helemaal vooraan de binnenkant een eironde luchtholte die naar achteren en bezijden insteekt. Een achterste tak ontbreekt vrijwel, evenals een hoorntje dat Shuvuuia wel bezit.
Het prefrontale is een klein slank driehoekig element met de punt naar achteren gericht. Het vormt een gedeelte van de voorste bovenhoek van de oogkas, het traanbeen van het voorhoofdsbeen scheidend. Aan de onderrand van dat gedeelte bevindt zich een ondiepe groeve. De onderzijde van het prefrontale heeft een lage richel lopen langs het rechte raakvlak met het voorhoofdsbeen. Vooraan is er een uitholling als contact met het traanbeen. Het holotype is opvallend door het aan beide zijden bewaren van de scleraalringen in de oogkassen, de beenplaatjes die de oogbollen ondersteunden. De plaatjes daarvan waren oorspronkelijk als een complete en verbonden rij bewaard, slechts iets vervormd door de fossilisering. Daarna zijn ze echter beschadigd geraakt. De ringen bestaan uit ongeveer twintig overlappende plaatjes. De plaatjes zijn ovaal en naar binnen gebogen zodat de buitenzijde hol is en de binnenzijde bol. De binnenste doorsnede van de ring, waardoorheen vermoedelijk slechts de iris zichtbaar was, is drieëndertig millimeter, gelijk aan 76% van de doorsnede van de oogkas als geheel, en de buitenste doorsnede negenendertig millimeter. Het grootste deel van de achterrand van de oogkas wordt gevormd door de neergaande en de overdwars dunne voorste tak van het postorbitale, welke laatste boven de achterste tak uit kromt. Intern is er op de voorste tak een klein hol raakvlak met het laterosfenoïde van de hersenpan. De achterste tak is kort, laag en bol naar boven gekromd. De neergaande tak richting jukbeen is driehoekig in dwarsdoorsnede.
De voorhoofdsbeenderen hebben samen het profiel van een zandloper en een glad, onvergroeid bovenvlak. Hun voorkanten hebben aan de onderzijde lage lengterichels. Meer naar achteren zijn er aan de onderkant goed ontwikkelde hoge cristae cranii, aan weerszijden halfronde holten vormend die elkaar in het midden haast raken. De uithollingen rond de bovenste slaapvensters lopen ver naar voren door over de voorhoofdsbeenderen. Hun brede voorkanten zijn rond, niet golvend. De wandbeenderen lijken glad te zijn, zonder middenkam. De beschrijvers noemden het squamosum vierstralig in plaats van driestralig, gezien aan extra binnenste tak naar het wandbeen, hoewel die tak slecht bewaard is; misschien raakt hij de hersenpan, een vogelachtig kenmerk. De voorste tak is kort. De neergaande tak steekt schuin naar voren en beneden, een hoek van 45° makend met de schacht van het quadratum. De achterste tak is breed en afhangend, laat de kop van het quadratum in zijaanzicht vrij en heeft een lage richel op de rand van het achterhoofd. De kop van het quadratum is enkelvoudig, zonder het vogelachtige kenmerk van een extra binnenkop als bij Shuvuuia. Langs de binnenrand van de achterkant van de schacht loopt een lage verticale richel. De achterzijde toont een diepe verticale groeve die uitloopt in een klein spleetvormig foramen quadraticum tussen het quadratum en het quadratojugale, overhangen door een krachtige richel op de bovenste buitenzijde van de achterkant. De richel is net zo breed als de onderste schacht, heeft een bolle bovenrand, en is gescheiden van de kop, alles net als bij Shuvuuia. Van de onderste gewrichtsknobbels is de buitenste overdwars breed maar kleiner dan de binnenste. Het quadratojugale is een L-vormig of haakvormig element met een korte voorste tak en een lange opgaande tak die een scherpe hoek met elkaar maken. De brede bovenkant van de opgaande tak helt naar voren, de iets overlappende neergaande tak van het squamosum ontmoetend in een achterste insnoering van het onderste slaapvenster. De opgaande tak bedekt de schacht van het quadratum zijdelings en wikkelt zich om de buitenste achterrand daarvan. De voorste tak is erg kort en reikt niet verder dan het midden van de onderrand van het onderste slaapvenster, het niveau van de tak van het jukbeen richting postorbitale niet bereikend. Het jukbeen vormt weliswaar een dunne, lage naar buiten bollende balk onder de grote oogkas maar is nog driestralig en niet gereduceerd tot een staaf zoals bij de Alvarezsauridae. De voorste tak reikt niet spits tot onder de fenestra antorbitalis maar eindigt stomp onder de achterste onderhoek van de fossa daarvan. De tak wordt door die fossa iets uitgehold maar bereikt het eigenlijke venster niet. Het stukje uitholling is niet doorboord door een foramen. De voorste tak bolt het breedst net voor de opgaande tak richting postorbitale. Direct onder die tak verbreedt het jukbeen zich naar beneden, een grote driehoekige plaat vormend. De opgaande tak vormt ongeveer twee derden van de voorrand van het onderste slaapvenster en de helft van de achterrand van de oogkas. De tak wordt bovenaan overlapt door de neergaande tak van het postorbitale. De achterste tak is kort en aan het uiteinde gevorkt om de voorste tak van het quadratojugale te omvatten, anders dan bij Shuvuuia waar beide botten naadloos vergroeid zijn. Beide "tanden" van de vork zijn even lang. De vork wordt van achteren ingekeept door een trog waar het quadratojugale in past. Intern maakt het jukbeen contact met het ectopterygoïde van het verhemelte; op dit punt wordt de onderkant doorboord door twee putjes. Doordat ze gevuld waren met gesteente kon niet worden vastgesteld of dit pneumatische foramina waren hoewel de beschrijvers dit onwaarschijnlijk achtten.
Het achterhoofd is vrij klein en bij het holotype wat samengedrukt wat de vorm van de verschillende schedelbotten wat lastig maakt te bepalen. Het centrale hoogste element, het supraoccipitale, heeft vermoedelijk een opvallende verticale middenrichel. Op het achterhoofd bestaat de bovenkant van de achterhoofdsknobbel uit weerszijden uit de vrij kleine exoccipitalia, waarvan de beennaad nog zichtbaar is. Ieder exoccipitale neemt een kwart van de knobbel in beslag maar de exoccipitalia zijn wel gescheiden door het basioccipitale dat naar boven doorloopt tot de onderrand van het, vermoedelijk vrij platte en kleine, achterhoofdsgat. De exoccipitalia vormen de bovenhoeken van het achterhoofd. Aan weerszijden van de bovenste achterhoofdsknobbel bevinden zich twee naast elkaar geplaatste foramina; de buitenste daarvan is rond en kleiner dan het binnenste dat door een smalle richel verdeeld is in twee openingen voor de takken van de twaalfde hersenzenuw, de nervus hypoglossus. Van de bovenste achterhoofdsknobbel uit loopt aan iedere zijde een grote richel geleidelijk over in de achterste basis van de processus paroccipitalis, de aanhechting voor de Musculus longissimus capitis superior die de kop horizontaal roteert. De richel overhangt als een driehoekige plaat de foramina en vormt de bovenkant van een ondiepe pneumatische uitholling naast de knobbel. Een tweede richel, ontspruitend aan de zijkant van het exoccipitale, loopt over in de onderkant van de processus paroccipitalis, de uitholling aan de buitenzijde begrenzend. In de uitholling is de beennaad te zien tussen het exoccipitale en het basioccipiotale, een hoek van 45° makend met de processus paroccipitalis. Dit laatste uitsteeksel is overdwars breed, verticaal smal en licht afhangend. Terwijl de bovenrand ervan wat omhoog kromt, buigt de onderrand naar beneden en achteren, een kenmerk dat uniek is voor Haplocheirus, een autapomorfie. De basis van de onderrand ligt nog onder het middenpunt van de achterhoofdsknobbel. Het is onduidelijk of het uitsteeksel hol gepneumatiseerd is. Het bot vóór het exoccipitale, meer aan de zijkant van de hersenpan, het opisthoticum, heeft vooraan een diepe uitholling voor de recessus tympanicus caudalis, een achterste foramen voor het oor. Daar schuin boven en voor ligt een ondiepe recessus tympanicus dorsalis. De onderkant van de achterhoofdsknobbel bestaat uit het basioccipitale. Dit vormt meteen een korte nek van de knobbel. De nek heeft aan de onderkant een ondiepe uitholling. Daar direct naast hangen de tubercula basilaria, slechts door een nauwe kloof van elkaar gescheiden en van boven uit diep, maar wellicht niet pneumatisch, uitgehold door de inzinkingen naast de knobbel. Van deze uitsteeksels maakt ook het basisfenoïde deel uit. Dit meer voorste deel van de onderste hersenpan is langwerpig en maakt een hoek van 45° met het horizontale vlak net als bij Shuvuuia, een positie die verticaler is dan gebruikelijk. Op de onderkant ervan ligt een diepe ovale uitholling zonder middenrichel, de recessus basisphenoideus, die door de hangende oriëntatie van het bot van achteren zichtbaar is. De taps toelopende processus basipterygoidei zijn lang en hangen naar beneden en zijwaarts af, een typisch alvarezsauroïde kenmerk. Aan de voorknat van de hersenpan is het dolkvormig uitsteeksel langwerpig met een stomp in plaats van spits voorste uiteinde. Het heeft een ovale uitholling op de bovenste zijkant, wellicht de tuba auditiva ofwel Buis van Eustachius. Het laterosfenoïde heeft een lange dunne processus capitatus, met een platte onderkant, die overdwars gericht contact maakt met de binnenzijde van het postorbitale.
Van het verhemelte zijn van de ploegschaarbeenderen slechts fragmenten bekend die weinig informatie verschaffen. Het meer naar achteren gelegen verhemeltebeen is vierstralig en complex gebouwd. Tussen de binnenrand van het verhemeltebeen en het pterygoïde bevindt zich een duidelijk hiaat dat functioneerde als intern neusgat of choana. Vooraan raakt een lange taps toelopende tak de binnenrand van de interne vleugel van het bovenkaaksbeen. De tak richting jukbeen raakt onder de achterkant van de fenestra antorbitalis ook de achterste tak van het bovenkaaksbeen en de neergaande tak van het traanbeen. Het gedeelte van het hoofdlichaam tussen die tak en het achterste uitsteeksel richting achterste pterygoïde loopt ongeveer horizontaal maar het voorste gedeelte tussen de tak naar het bovenkaaksbeen en de voorste uitloper van het pterygoïde richting ploegschaarbeen is schuin omhoog en naar binnen gebogen. Van de tak richting jukbeen vervloeit een richel in de zijdelingse onderkant van het voorste stuk van de tak naar het achterste pterygoïde. Deze richel verdeelt de achterste tak in een binnengedeelte en een buitengedeelte. Aan de binnenzijde van de richel ligt een diepe groeve, de fossa muscularis. Aan de buitenzijde van de voorkant van de richel ligt meer naar beneden een langwerpige naar voren openende pneumatische uitholling of recessus pneumaticus palatinus die bij meer Coelurosauria voorkomt. Het haakvormige ectopterygoïde vormt de verbinding tussen het pterygoïde en het jukbeen. Het is bij Haplocheirus tamelijk klein en slank. De basis ervan aan de kant van het pterygoïde is pneumatisch gezwollen.

#### Onderkaken
Het voorste bot van de onderkaak, het os dentale of dentarium, is langwerpig, vooraan laag en achteraan matig hoog. De voorste punten van de onderkaken draaien iets naar elkaar toe zodat hun symfyse in bovenaanzicht een U-vorm krijgt. Aan de buitenzijde van de voorste tanden vormt de bovenkant een lage bolle beenwal. Een "kin" aan de onderzijde ontbreekt echter. In de beenwal bevinden zich met vrij grote tussenruimten opvallende aderkanalen, voor iedere tand een. Deze rij openingen, naar beneden lopend, vervloeit meer naar achteren in een diepere groeve die helemaal achteraan verdiepend weer naar boven beweegt en doorloopt over de bovenrand van het surangulare. De groeve lijkt naar achteren door te lopen tot aan de buitenste zijvenster, daarbij niet in hoogte toenemend. Het middengewricht tussen het dentarium en de achterste onderkaakbotten, die de onderkaak toestond middenin naar buiten uit te klappen, heeft een complexe vorm. Onderaan overlapt een korte brede onderste tak de voorrand van het surangulare. Boven het zijvenster heeft het dentarium aan de binnenkant een uitsteeksel dat contact maakt met een overeenkomstig uitsteeksel van het surangulare. Oorspronkelijk werd gedacht dat hierboven nog een tweede zijvenster aanwezig was maar in 2014 werd geconcludeerd dat dit een beschadiging moest zijn. Aan de binnenkant van het dentarium ligt het os spleniale. Het is langwerpig en laag en heeft een taps toelopende voorste tak die bijna tot aan de symfyse van de onderkaken doorloopt. Het foramen voor de nervus mylohyoideus is een zeer kleine inkeping die zich naar voren en beneden opent, gelegen op het voorste derde deel van het spleniale. De achterste tak van het spleniale is recht afgesneden in plaats van gevorkt, in een lijn naar beneden en achteren lopend. Het spleniale wikkelt zich niet om de onderkaaksrand.
Het surangulare is langwerpig en laag, het achterste derde deel van de achterkant van de onderkaak uitmakend. De voorste tak, de bovenrand van het buitenste zijvenster, vertegenwoordigt daar weer de helft van en veel minder dan de helft van de hoogte van de kaak. De korte spoor die van de onderrand van de tak contact maakt met het binnenste uitsteeksel van de bovenste tak van het dentarium is aan de buitenzijde bedekt met zeer fijne groefjes waarmee vermoedelijk het kapsel van het middengewricht aangehecht was. Over de achterste helft van het surangulare, tussen het kaakgewricht en het zijvenster, loopt bovenaan de buitenzijde een goed ontwikkelde horizontale richel. Onder die richel ligt schuin voor en onder het kaakgewricht in een uitholling een klein foramen surangulare. Het angulare is lang en loopt door over de volle onderrand van het zijvenster. Het is daar even hoog als het surangulare boven het venster is. De beennaad tussen surangulare en angulare loopt schuin naar achteren en beneden en raakt de onderrand van de kaak een stuk vóór het niveau van het kaakgewricht. De binnenzijde van het angulare is hol en vormt de buitenwand van de interne holte van de achterste onderkaak. Meer naar beneden overlapt de binnenzijde het prearticulare. Het prearticulare is laag en bandvormig, een ondiepe kromming vormend, zoals bij de meeste kleine theropoden. Het vormt de onderrand van de lange en lage interne holte. Het achterste vijfde deel loopt achter de holte door en maakt bovenaan een stevig contact met het articulare. Het articulare draagt het onderste gewrichtsvlak van het kaakgewricht. Dit is niet langer dan de gewrichtsknobbels van het quadratum wat inhoudt dat de onderkaak nauwelijks van voren naar achteren kon worden geschoven. Het retroarticulair uitsteeksel steekt recht naar achteren. Het is overdwars breed met een uitholling in de bovenkant voor de Musculus depressor mandibulae, de spier die de onderkaak opende. Aan de binnenzijde van het articulare, net onder het kaakgewricht, steekt een klein uitsteeksel schuin naar binnen en beneden. De bovenkant van dit uitsteeksel is diep uitgehold. Het is wellicht homoloog aan een groter soortgelijk uitsteeksel bij Shuvuuia.

#### Tanden
Het voorste snuitbot, de praemaxilla, draagt vier tanden. Deze zijn ongeveer ven groot en hebben wortels met een ronde doorsnede. De eerste drie tanden staan dicht op elkaar; tussen de derde en vierde tand is wat meer ruimte. De premaxillaire tanden hebben geen kartelingen en zijn kegelvormig en recht of licht naar achteren gekromd. De kroon is niet ingesnoerd aan de basis.
Het bovenkaaksbeen draagt minstens dertig tanden, met kleine vierkante interdentaalplaten. De tandrij loopt door tot onder de voorste rand van de oogkas en het aantal maxillaire tanden werd in 2014 geschat op vijfendertig. Dit zou een record kunnen zijn voor de hele Theropoda. Die tanden hebben nog de oorspronkelijke naar achteren gebogen vorm met kartelingen op de achterrand in plaats van kegelvormig en glad te zijn zoals bij de Aziatische alvarezsauriden. De vier voorste tanden van de onderkaak zijn echter groter, bijna kegelvormig met slechts een kleine buiging aan de top en missen kartelingen. Ze verschillen daarmee van de meer achterwaartse tanden die geleidelijk kleiner worden, afgeplat, gekromd en gekarteld op de achterrand. Ook de meer achterste tanden van het bovenkaaksbeen zijn aanzienlijk kleiner dan de voorste. De vertandingen zijn recht naar achteren gericht en tellen ongeveer vijf à zeven per strekkende millimeter. Ze bereiken het spits niet. Ook de maxillaire tanden tonen geen insnoering.
Van de tanden in het dentarium in de onderkaak zijn de voorste zeven groter, zonder kartelingen, kegelvormig, licht naar achteren gebogen en relatief ver uiteenstaand. Hun tandwortels zijn overdwars rond. Het aantal dentaire tanden is in 2014 geschat op dertig à veertig wat een maximale schatting voor de hele kop zou opleveren van 158. De middelste tanden in de dentaire tandrij zijn weinig kleiner dan de voorste maar zijn wat overdwars afgeplat en hebben kartelingen op de achterrand, ongeveer vijf per millimeter. Ook hier namen de tanden naar achteren geleidelijk in grootte af, afgaande op de doorsnede van de tandkassen. Anders dan bij Shuvuuia zijn bij Haplocheirus de tandkassen nog gescheiden door beenschotten.

#### Postcrania

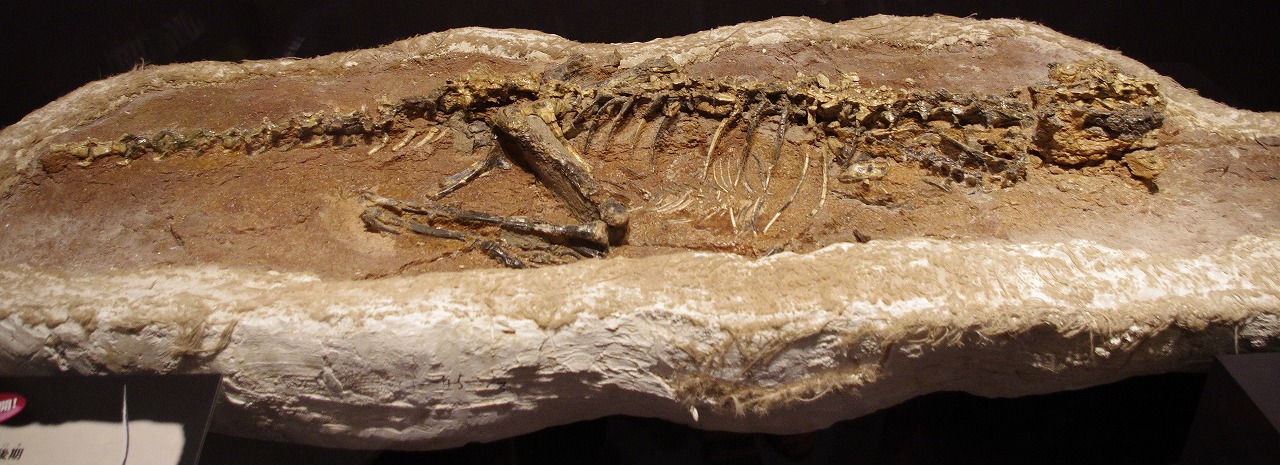
Het holotype zoals geprepareerd in 2010

De wervelkolom bestaat uit tien halswervels, dertien ruggenwervels, vijf sacrale wervels en minstens veertien staartwervels. Het werkelijke aantal zal boven de dertig gelegen hebben.
De nek is matig lang. De halswervels zijn stevig gebouwd. Ze missen het extreem opisthocoele karakter van de Aziatische alvarezsauriden en dus de zeer bolle voorkanten. Hun doornuitsteeksels zijn tamelijk laag en dat geldt ook voor de wervels van de rug. De sacrale wervels zijn niet gekield, anders dan bij alvarezsauriden. Ze zijn alle amfiplat, met vlakke facetten van de wervellichamen en de laatste sacrale wervel mist dus het bolle facet aan de achterkant voor de articulatie met een procoele, aan de voorkant uitgeholde, eerste staartwervel. Wel een typisch alvarezsauroïde kenmerk is het bezit van korte en omhoog gerichte voorste gewrichtsuitsteeksels bij de middelste staartwervels: bij de meeste Coelurosauria zijn die lang en horizontaal georiënteerd.
Het schouderblad is matig lang met een geleidelijk verbredend bovenste uiteinde en aan de benedenste voorrand een kleine scherpe processus acromialis. Het ravenbeksbeen is ovaal met een scherpe lange naar achteren gerichte punt onder het schoudergewricht. Het heeft een goed ontwikkelde bult voor de aanhechting van de Musculus biceps bracchii, een basaal kenmerk dat latere alvarezsauroïden geheel zouden verliezen. Verbeende borstbeenderen zijn niet aangetroffen.
De arm is tamelijk lang en dus geheel anders dan die van de Alvarezsauridae die een extreme reductie tonen, vooral van de buitenste vingers, gepaard aan een fusie van de middenhand met de pols en een hypertrofie van de eerste vinger. Bij Haplocheirus is niet de eerste vinger de langste maar de tweede en is de middenhand niet versmolten met de polsbeenderen. Het opperarmbeen is matig lang. Het heeft een goed ontwikkelde deltopectorale kam maar die steekt niet zo extreem uit als bij de alvarezsauriden. Ook is de kop ervan niet zo rond. Wel is de binnenhoek van de bovenrand al sterk ontwikkeld als een uitsteeksel dat van de kop gescheiden wordt door een inkeping. De buitenste onderste gewrichtsknobbel is groot een heeft een rond ondervlak. De ellepijp is wat beschadigd maar wel is te zien dat de processus olecrani aan de bovenkant sterk ontwikkeld is. De ellepijp heeft een uitholling waar de bovenkant van het spaakbeen in kan bewegen.
De onderste polsbeenderen zijn niet vergroeid, niet met elkaar en ook niet met de middenhandsbeenderen. Het eerste middenhandsbeen is robuust, 90% breder dan het tweede, wat veel is voor een gemiddelde coelurosauriër maar weinig voor een alvarezsauroïde, althans als men afgaat op specimen MPD 100/120 van Parvicursor sp., het enige alvarezsauride exemplaar dat überhaupt een tweede middenhandsbeen volledig bewaard heeft. Het tweede middenhandsbeen is sterk verlengd, meer dan tweemaal zo lang als het eerste of derde; vooral dat laatste is uitzonderlijk. Overeenkomstig is de tweede vinger het langst met vooral een sterk gerekt voorlaatste kootje. Het derde middenhandsbeen is dun evenals de derde vinger die niet langer is dan de eerste. Het eerste kootje van de tweede vinger heeft een diepe groeve in de onderkant, een typisch alvarezsauroïde kenmerk. Het eerste kootje van de eerste vinger is een zeer robuust en lang element maar niet zo extreem als bij de Alvarezsauridae. De eerste handklauw is krachtig gebouwd maar opnieuw niet echt gehypertrofieerd. Anders dan bij de alvarezsauriden zijn de handklauwen van Haplocheirus spits en sterk gekromd, met grote hoog geplaatste bulten voor de pezen van de krommende spieren zodat ze een grijpende functie van de hand ondersteunen. De formule van de vingerkootjes is het gebruikelijke 2-3-4-0-0.
Het bekken is bij het holotype nogal platgedrukt. Het lijkt erop dat het niet speciaal vergroeid is en dat het schaambeen schuin naar voren steekt.
Het dijbeen is sterk gebogen en heeft bovenaan een vleugelvormige trochanter minor die duidelijk gescheiden is van de trochanter major, een basaal kenmerk dat gedeeld wordt met Patagonykus. De buitenste onderste gewrichtsknobbel is kegelvormig en steekt verder naar beneden uit dan de binnenste knobbel, een typisch alvarezsauroïde kenmerk. Het onderbeen is veel langer dan het dijbeen. Basaal is dat op het scheenbeen een middelste secundaire kam naast de crista cnemialis ontbreekt. Het kuitbeen reikt tot aan de enkel. De voet is ook lang. Het derde middenvoetsbeen is niet sterk bovenaan toegeknepen en raakt bovenaan het gewrichtsvlak; de middenvoet is dus niet "arctometatarsaal".

## Fylogenie
De beschrijvers stelden door een cladistische analyse vast dat Haplocheirus het meest basale bekende lid is van de Alvarezsauroidea, 63 miljoen jaar ouder dan enig eerder ontdekte soort binnen die groep, die daarmee unieke informatie verschaft over haar vroege evolutie. De analyse bevestigde ook dat de alvarezsauroïden basale maniraptoren zijn. Dat Haplocheirus uit China afkomstig is, zien de beschrijvers als problematisch voor de gangbare hypothese dat de groep uit Zuid-Amerika stamt waar basale alvarezsauriden als Patagonykus en Alvarezsaurus zelf gevonden zijn.
Deel van de beschrijving uit 2010 was een kladistische analyse die de volgende stamboom opleverde:
|  | Alvarezsaurus                                                 |
|  |                                                               |
|  | \| \| Achillesaurus \| \| \| \| \| \| Patagonykus \| \| \| \| |
|  |                                                               |
|  | Achillesaurus                                                 |
|  |                                                               |
|  | Patagonykus                                                   |
|  |                                                               |

|  | Achillesaurus |
|  |               |
|  | Patagonykus   |
|  |               |

|  | Parvicursor  |
|  |              |
|  | Shuvuuia     |
|  |              |
|  | Mononykus    |
|  |              |
|  | Albertonykus |
|  |              |

|  | Alvarezsaurus                                                 |
|  |                                                               |
|  | \| \| Achillesaurus \| \| \| \| \| \| Patagonykus \| \| \| \| |
|  |                                                               |
|  | Achillesaurus                                                 |
|  |                                                               |
|  | Patagonykus                                                   |
|  |                                                               |

|  | Achillesaurus |
|  |               |
|  | Patagonykus   |
|  |               |

|  | Parvicursor  |
|  |              |
|  | Shuvuuia     |
|  |              |
|  | Mononykus    |
|  |              |
|  | Albertonykus |
|  |              |

|  | Alvarezsaurus                                                 |
|  |                                                               |
|  | \| \| Achillesaurus \| \| \| \| \| \| Patagonykus \| \| \| \| |
|  |                                                               |
|  | Achillesaurus                                                 |
|  |                                                               |
|  | Patagonykus                                                   |
|  |                                                               |

|  | Achillesaurus |
|  |               |
|  | Patagonykus   |
|  |               |

|  | Parvicursor  |
|  |              |
|  | Shuvuuia     |
|  |              |
|  | Mononykus    |
|  |              |
|  | Albertonykus |
|  |              |

|  | Alvarezsaurus                                                 |
|  |                                                               |
|  | \| \| Achillesaurus \| \| \| \| \| \| Patagonykus \| \| \| \| |
|  |                                                               |
|  | Achillesaurus                                                 |
|  |                                                               |
|  | Patagonykus                                                   |
|  |                                                               |

|  | Achillesaurus |
|  |               |
|  | Patagonykus   |
|  |               |

|  | Parvicursor  |
|  |              |
|  | Shuvuuia     |
|  |              |
|  | Mononykus    |
|  |              |
|  | Albertonykus |
|  |              |

In het bekken steken de schaambeenderen naar voren, wat een minder vogelachtig kenmerk is en daarmee een aanwijzing dat de naar achteren stekende ossa pubis bij de alvarezsauriden een gevolg zouden zijn van parallelle evolutie. Hetzelfde geldt voor de vergroeiing van het quadratojugale met het quadratum, het verlies van een contact tussen het quadratojugale met het squamosum en de verzwakking van het contact tussen het jukbeen en het postorbitale.
Dat Haplocheirus inderdaad een alvarezsauroïde is, zou volgens de studie uit 2014 vooral blijken uit de oriëntatie van het basisfenoïde in de hersenpan en de reductie van de tanden. Met name de rechte premaxillaire tanden zouden wijzen op een verwantschap met de alvarezsauriden, waar deze tandvorm zich heeft voortgezet in de maxillaire en dentaire tanden. Haplocheirus zou van die laatste ontwikkeling al een beginfase tonen in de ronde doorsnede van de tandwortels.

## Levenswijze
Net zoals de, meer afgeleide, Alvarezsauridae heeft Haplocheirus een spitse, vogelachtig aandoende, kop, die echter geen vermogen tot prokinese (omhoogklappen van de schedelvoorkant) had. Anders dan deze latere vormen zijn de tweede en derde vinger van de hand niet sterk gereduceerd. De tweede vinger is juist aanzienlijk verlengd, wat de beschrijvers zien als een aanpassing om insectenlarven onder de bast van bomen uit te pulken. De insectenetende levenswijze van de groep zou dus al vroeg ontstaan zijn. De alvarezsauriden hebben een enorm robuuste eerste vinger, die gezien wordt als een orgaan om de bast in zijn geheel te verwijderen. Haplocheirus zou de eerste aanzet daarvan tonen in bepaalde kenmerken van het opperarmbeen dat grote aanhechtingsvlakken voor de spieren toont om meer kracht te zetten, in een versmalling van de tweede vinger en een verkorting van de derde vinger. De triceps lijkt echter niet sterk vergroot, wat bij de Alvarezsauridae wel het geval is.
De dolkvormige achterste tanden zijn echter nog geschikt om als een echt roofdier gewervelde prooien te doden en Haplocheirus zou volgens de beschrijvers, zo hij zelf al niet eens een groter hapje verschalkte, in ieder geval een aanwijzing vormen dat dit de oorspronkelijke levenswijze van de Alvarezsauroidea is. Ook de hand zou daar bij Haplocheirus nog toe gediend kunnen hebben.